# CasaPound
CasaPound je squat v Římě a italské politické hnutí, které vychází z neofašismu . Hnutí vzniklo 26. prosinec 2003, pod vedením Gianluca Iannone.

## Historie
Byl založen v roce 2003 Gianluca Iannone. CasaPound byl založen původně v Fiamma Tricolore, ale kvůli neshodám došlo k rozdělení.

## Ideologie
CasaPound vyznává antikapitalismus, ale taky zároveň antikomunismus. RSI je obvykle viděna stranou jako příklad toho, co fašismus měl být a to jako příklad skutečného sociálního státu.

## Činnost

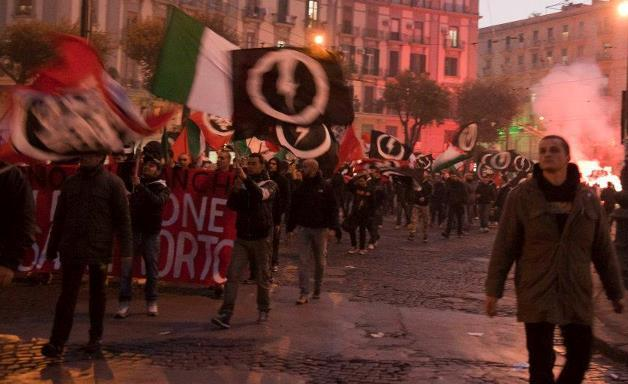
Shromáždění CasaPound a Blocco Studentesco v Neapoli v roce 2011

CasaPound je centrum hudební scény a místo setkávání neofašických skupin. CasaPound je neofašistická kulturní a politická asociace zabývající se především sociálními a politickými problémy. Politicky CasaPound navrhuje zákonné úpravy jako «Sociální hypotéky» a «Čas se stát matkou». CasaPound má umělecký klub a internetové rádio.